# Steinkjer Station
Steinkjer Station (Steinkjer stasjon) er en jernbanestation på Nordlandsbanen, der ligger i byområdet Steinkjer i Norge. Stationen består af flere spor, to perroner og en stationsbygning med kiosk, ventesal og toilet. Stationen er endestation for regionaltogene på Trønderbanen fra Lerkendal og betjenes desuden af fjerntog mellem Trondheim og Bodø.
Stationen åbnede 15. november 1905, da banen blev forlænget fra Verdal til Sunnan. Oprindeligt hed den Steinkjær, men den skiftede navn til Steinkjer 5. juni 1925. Den blev fjernstyret 23. november 1984.
Stationsbygningen blev opført i 1905 efter tegninger af Paul Due. Den er præget af jugendstil og enkelt nordtysk renæssance. Den blev senere bygget sammen med en ekspeditionsbygning opført af Nord-Trøndelag fylke.